# DuQuoin State Fairgrounds

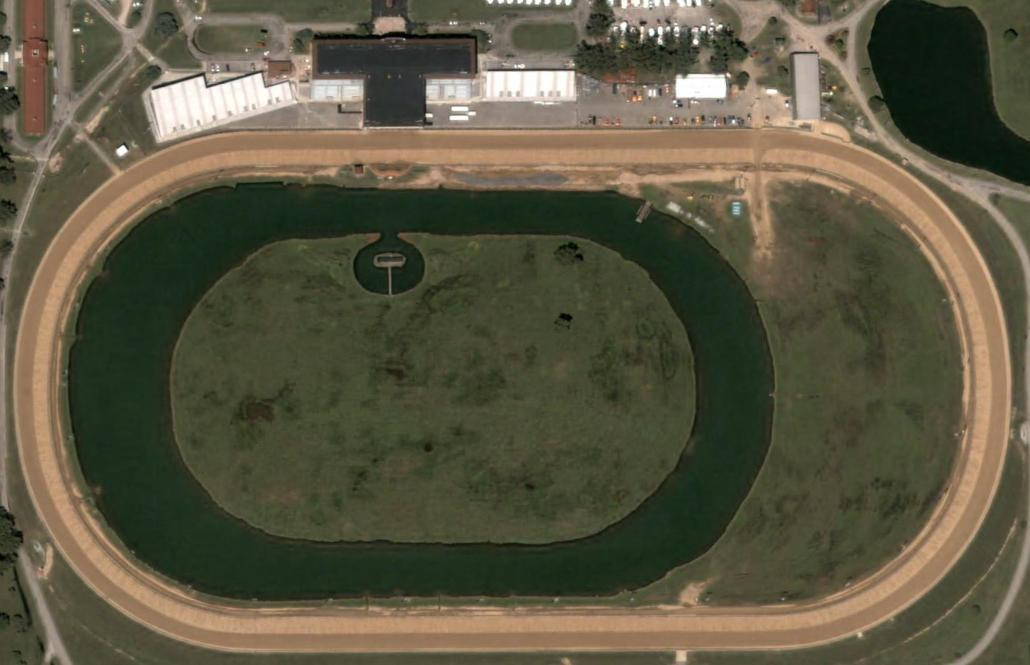
Imagen satelital del óvalo de DuQuoin

DuQuoin State Fairgrounds es el predio ferial del poblado Du Quoin, estado de Illinois, Estados Unidos, 140 km al sudeste de la ciudad de St. Louis. Se inauguró en el año 1923, y se convirtió en un predio ferial estatal en la década de 1980. La feria anual se realiza en la semana del Labor Day, desde la última semana de agosto hasta el primer fin de semana de septiembre. El sitio figura en el Registro Nacional de Lugares Históricos de Estados Unidos desde 1990.
DuQuoin es conocido por su circuito oval de arcila. Fue inaugurado en 1946, y consiste en dos rectas conectadas por dos curvas de 11 grados de peralte, completando una longitud de 1 milla (1.609 metros).
Albergó carreras de automóviles Indy del Campeonato Nacional de la AAA y el Campeonato Nacional del USAC entre 1948 y 1970, donde se destacó especialmente A. J. Foyt. Desde entonces, ha recibido anualmente a la USAC Silver Crown, siempre a principios de septiembre. Desde 1951, la carrera se denomina Ted Horn Memorial o Ted Horn 100, en honor al piloto Ted Horn, quien murió en la edición 1948.
DuQuoin también es sede de una carrera de stock cars llamada Southern Illinois 100, también disputada durante la feria anual en septiembre. Fue fecha válida de la AAA Stock Car en 1950, 1954 y 1955, la USAC Stock Car entre 1956 y 1984, y la ARCA desde 1957 hasta 1959 y luego a partir de 1983. En dicha prueba han triunfado Marshall Teague, Jimmy Bryan, Fred Lorenzen, Rusty Wallace y Tony Stewart entre otros.

## Ganadores

### Campeonato Nacional de AAA / USAC
| Año               | Piloto            | Automóvil      |
| ----------------- | ----------------- | -------------- |
| 1948 (septiembre) | Lee Wallard       | Meyer Offy     |
| 1948 (octubre)    | Johnnie Parsons   | Kurtis Offy    |
| 1949              | Tony Bettenhausen | Kurtis Offy    |
| 1951 (ambas)      | Tony Bettenhausen | Kurtis Offy    |
| 1952              | Chuck Stevenson   | Kurtis Offy    |
| 1953              | Sam Hanks         | Kurtis Offy    |
| 1954              | Sam Hanks         | Kurtis Offy    |
| 1955              | Jimmy Bryan       | Kuzma Offy     |
| 1956              | Jimmy Bryan       | Kuzma Offy     |
| 1957              | Jud Larson        | Watson Offy    |
| 1958              | Johnny Thomson    | Kuzma Offy     |
| 1959              | Rodger Ward       | Watson Offy    |
| 1960              | A. J. Foyt        | Meskowski Offy |
| 1961              | A. J. Foyt        | Meskowski Offy |
| 1963              | A. J. Foyt        | Meskowski Offy |
| 1964              | A. J. Foyt        | Meskowski Offy |
| 1965              | Don Branson       | Watson Offy    |
| 1966              | Bud Tingelstad    | Meskowski Offy |
| 1967              | A. J. Foyt        | Meskowski Offy |
| 1968              | Mario Andretti    | Kuzma Offy     |
| 1969              | Al Unser          | King Ford      |
| 1970              | Al Unser          | King Ford      |